# کاری سیمونسن
کاری سیمونسن (نروژی: Kari Simonsen؛ زادهٔ ۵ ژوئن ۱۹۳۷) بازیگر اهل نروژ است. هرمان کاپلن فیلسوف نروژی فرزند اوست. وی از سال ۱۹۶۰ تا ۱۹۷۲ در تئاتر نوین اسلو و از سال ۱۹۷۴ به بعد در تئاتر ملی اسلو فعالیت داشت.
از فیلم‌ها یا برنامه‌های تلویزیونی که وی در آن نقش داشته‌است، می‌توان به وقتی شب به درازا می‌کشد و ابردین اشاره کرد.